# Legacy of Sorasil
Legacy of Sorasil – izometryczna gra RPG wydana w roku 1994 przez firmę Gremlin Graphics dla komputera Amiga i Amiga CD32. Jest to druga część cyklu HeroQuest, komputerowej adaptacji planszowej gry HeroQuest.

## Rozgrywka
Gra składa się z dziewięciu przygód (misji, etapów) z narastającym poziomem trudności. Stanowią one nierozerwalną, fabularną całość, przy czym w każdej z nich należy wykonać takie samo zadanie - odnaleźć jakiś przedmiot. Gracz steruje poczynaniami drużyny składająca się z czterech postaci (istnieje również możliwość gry z mniejszą liczbą postaci). Rozgrywka toczy się w różnego rodzaju terenie. Eksploruje się zarówno zamczyska i twierdze, jak i otaczające je bagna i lasy. Na drodze trzeba walczyć z przeciwnikami w postaci duchów, wampirów, orków, trolli, golemów i szkieletów. Rozgrywka odbywa się w cyklu turowym, podczas którego gracz może wykonywać szereg czynności w zakresie dostępnych do wykorzystania punktów ruchu. Do wyboru jest poruszanie się, walka wręcz, walka magiczna, otwieranie drzwi, eksplorowanie elementów otoczenia oraz eksplorowania lokacji. Można także przeglądać mapę, zarządzać inwentarzem przenosząc przedmioty z rąk do plecaka i na odwrót.

## Podobieństwa
Gra stanowi luźną (raczej koncepcyjną) kontynuację gry HeroQuest.

## Ciekawostki
Na etapie produkcyjnym gra miała nosić nazwę "The Legend of Sorasil". Pomysły w niej zrealizowane powstały na bazie ankiet rozesłanych do 50 zarejestrowanych użytkowników gry HeroQuest, w których mieli oni wyrazić swoje uwagi dotyczące tego, co chcieliby zobaczyć w kontynuacji. Z uwagi na problemy licencyjne, w tytule bezpośrednio nie użyto nazwy HeroQuest, choć gra oficjalnie była nazywana sequelem.